# District de Huaishang
Le district de Huaishang (淮上区 ; pinyin : Huáishàng Qū) est une subdivision administrative de la province de l'Anhui en Chine. Il est placé sous la juridiction de la ville-préfecture de Bengbu.